# В'язниківський район
В'я́зниківський райо́н (рос. Вязниковский район) — адміністративна одиниця Росії, Владимирська область. До складу району входять 4 міських та 4 сільських поселення.
| Росія | Це незавершена стаття з географії Росії. Ви можете допомогти проєкту, виправивши або дописавши її. |